# Ferruccio Casacci
Ferruccio Casacci (Torino, 28 aprile 1934 – Torino, 13 aprile 2011) è stato un attore e regista italiano di cinema e teatro.

## Biografia
Diplomatosi alla scuola fotografica di Andrea Costa, ebbe la parte di una comparsa in Il bandito di Alberto Lattuada. Nel 1955 ha collaborato col Teatro dell'Officina diretto da Italo Alfaro. Nelle stagioni 1960-61 ha fatto parte della compagnia del Teatro Stabile di Torino. Nel 1962 ha lavorato con la compagnia teatrale di Dario Fo e Franca Rame. Nel 1963 ha recitato nel Tarfante di Nuccio Ambrosino. Ha fatto parte della compagnia di prosa di Radio Torino dal 1961 al suo scioglimento. Casacci è il fondatore ed è stato direttore della compagnia di teatro in prosa La Fronda.
Per la televisione ha preso parte a diversi sceneggiati, lavorando con registi quali Anton Giulio Majano, Marco Leto, Leonardo Castellani, Ansano Giannarelli, Felice Farina e Ugo Gregoretti.
Nel 1963 è stato direttore artistico del locale cabaret Los Amigos con Aldo Sperti in trio con Maurizio Lama al pianoforte e Franco Mondini alla batteria. Iscritto alla SIAE fin dal 1965, ha composto canzoni, testi teatrali e radiofonici. Oltre ad essere stato produttore di documentari e doppiatore di film e serie televisive, è stato direttore artistico della "CKS cinmedia srl". Era il padre del chitarrista dei Subsonica Max Casacci.

## Filmografia
- Il bandito, regia di Alberto Lattuada (1946)
- Una questione privata, regia di Giorgio Trentin (1966)
- Malombra, regia di Raffaele Meloni (1974)
- Rosso veneziano, regia di Marco Leto (1976)
- Mistery of the Sacred Shroud, regia di Harry Mastrogeorge (1978)
- Senza scrupoli, regia di Tonino Valerii (1986)
- Il partigiano Johnny, regia di Guido Chiesa (2000)

## Doppiaggio
- Alla corte di Alice (2004) - Voce del giudice Malone